# 아난케 (위성)
아난케(영어: Ananke, 그리스어: Ανάγκη)는 목성의 역행 불규칙 위성이다. 아난케는 세스 반스 니컬슨이 1951년에 윌슨 산 천문대에서 발견하였고, 아난케라는 이름은 그리스 신화의 아난케에서 유래했다. 현재 까지 아난케에 대해 알려진 사항은 그리 많지 않다.

## 명칭
아난케는 1975년까지 "아난케"라고 불리지 않았는데, 그 전에는 단순히 "목성 XII"(Jupiter XII)로 불렸으며, 1955년부터 1975년까지는 "아드라스테아"라고도 불렸다(현재 아드라스테아는 목성의 다른 위성의 이름이다).
아난케는 아난케 군의 이름의 유래가 되었는데, 아난케 군은 아난케와 비슷한 궤도를 도는 위성들(목성과의 궤도 경사가 150°이고 목성에서 19.3 ~ 22.7 기가미터 떨어져 목성을 공전하는 역행 위성들)의 모임이며, 아난케 군이 아난케의 이름을 따 불리게 된 까닭은 단순히 아난케 군에서 아난케가 가장 크기 때문이다.

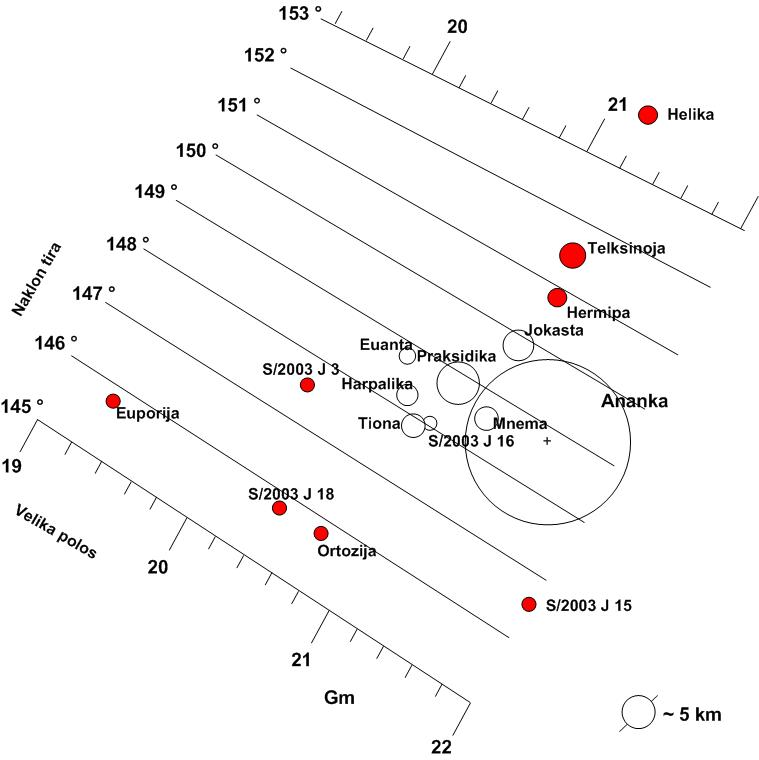
아난케 군에 속한 위성들의 크기를 나타내는 다이어그램. 세로 방향은 궤도 경사를 나타내며, 가로
방향은 목성으로부터의 거리를 나타낸다(단위는 기가미터(Gm)이다). "Ananka"가 아난케를 나타낸다.

## 궤도

목성의 역행 불규칙 위성들을 표시한 다이어그램. 각 위성의 궤도 근점과 원점은 각각 노란색 직선의 끝 부분이며, 노란 직선 자체는 이심률을 나타낸다. 가장 바깥쪽의 규칙 위성인 칼리스토는 참조를 위해 표시되어 있다.

아난케는 매우 찌그러져 있고(이심률이 높고) 궤도 경사 또한 큰 역행 궤도를 돌고 있다. 아난케의 궤도 정보는 2000년 1월의 정보이며, 이는 목성이나 태양으로부터의 궤도 섭동 현상으로 인해 계속해서 변하고 있다.
지금까지 알려진 궤도 정보와 물리적 성질들을 통해, 아난케는 아난케 군을 형성했던 최초의 덩어리가 충돌로 인해 갈라져 생긴 조각 중 가장 큰 조각이라고 추측되고 있고, 아난케 군을 형성했던 기존의 소행성체의 지름은 약 14 km로 추정되고 있다.

## 물리적 성질
가시광선 대역의 스펙트럼 분석에서, 아난케는 밝은 적색으로 나타난다(색지수 B-V=0.90 V-R=0.38).
적외선 스펙트럼에서는 아난케가 P형 소행성과 유사하게 나타났으며, 물이 존재할 가능성 또한 보여졌다.

## 같이 보기
- 불규칙 위성
- 아난케 군
- 목성의 위성